# Мар'ївка (Самарівський район)
Ма́р'ївка — село в Україні, у Магдалинівській селищній громаді Самарівського району Дніпропетровської області. Населення за переписом 2001 року становить 605 осіб.

## Географія
Село Мар'ївка перебуває за 2 км від села Тарасівка, за 2,5 км від села Олянівка. Селом протікає пересохлий струмок із загатою.
Розташована у степовій зоні на півночі Дніпропетровської області, на відстані 55 кілометрів від обласного центру.

## Історія
Засноване наприкінці XVIII ст. У часи радянської влади у Мар'ївці була розміщена центральна садиба колгоспу ім. Богдана Хмельницького.

## Економіка
- «Україна», сільськогосподарський кооператив.

## Соціальна сфера
У Мар'ївці наявні: школа, ФАП, будинок культури. Діє Свято-Йосифівський жіночий монастир.

## Пам'ятки
Перед Будинком культури встановлено пам'ятник гетьманові Богданові Хмельницькому (1972).

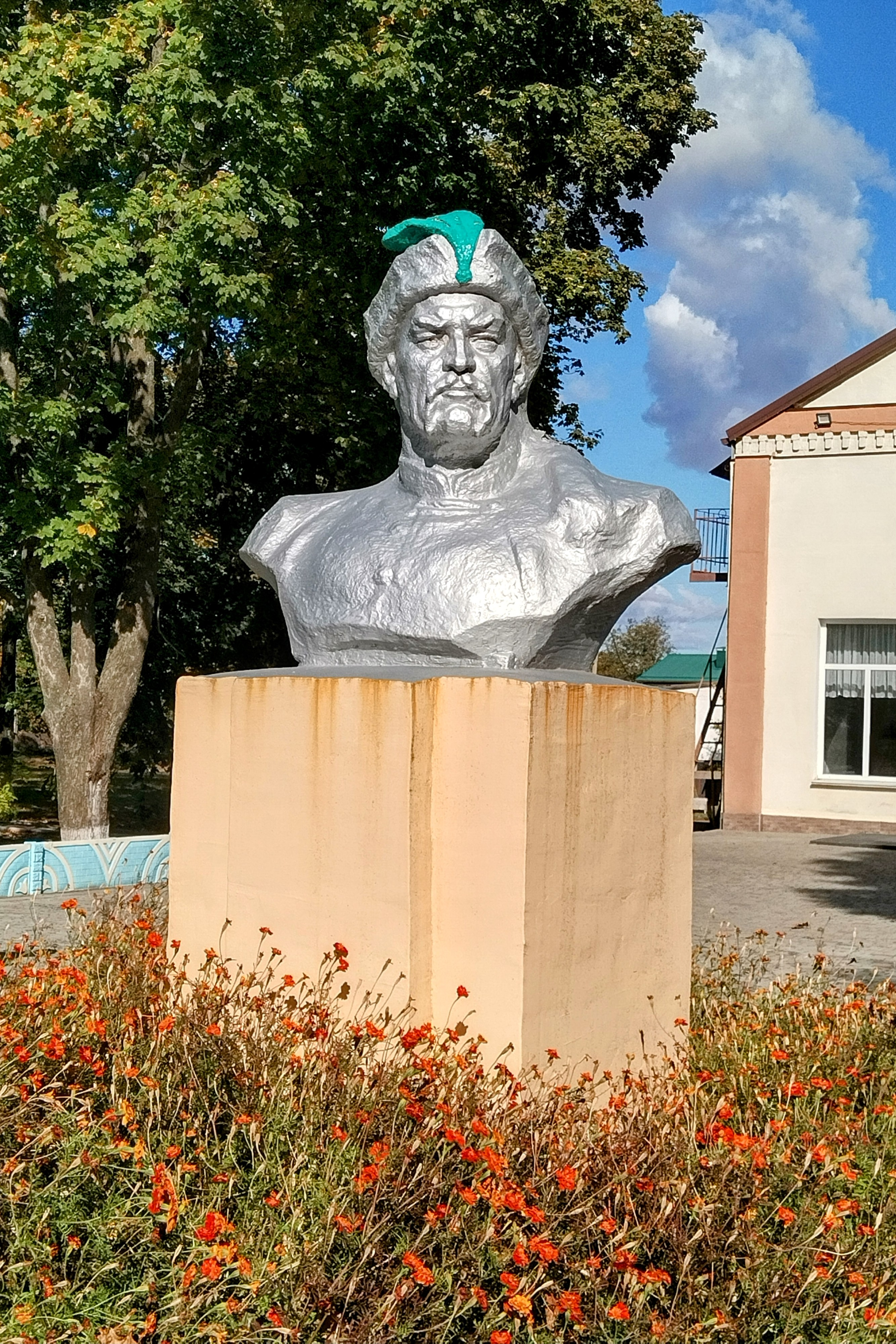
Погруддя Богдану Хмельницькому

## Видатні уродженці
- Вуйчицький Анатолій Станіславович — Герой України.
- У селі похований Челяда Олександр Олександрович (1981—2014) — солдат Збройних сил України, загинув у боях за Донецький аеропорт.